# 港头村 (广州市)
港頭村，為廣州市花都區花東鎮所轄一個行政村，位於花東鎮東北部、流溪河畔，村域面積達2.83平方公里。港頭村是古時花都的水陸交通要道，花都地區民眾經此通過流溪河前往廣州市區。2014年，港頭村分別獲「廣東傳統村落」、第三批「中國傳統村落」稱號。